# Shooting Stars Award
Shooting Stars Award är en filmutmärkelse som årligen tillkännages vid Filmfestivalen i Berlin. Priset instiftades 1998 av European Film Promotion, ett nätverk för marknadsföring och export av film och stöds av EU. Shooting Stars marknadsför unga europeiska skådespelare och deras karriärer inom europeisk film.
Under festivalen presenteras de utvalda skådespelarna för såväl filmindustrin som publiken och media. De tio skådespelarna väljs ut av en jury efter att varje medlemsland i EFP gett möjlighet att nominera varsin kandidat.

## Lista över vinnare

### 1998–2007
| År   | Män | Kvinnor |
| 1998 | Juan Diego Botto (Spanien) Fritz Karl (Österrike) Victor Löw (Nederländerna) Michaël Pas (Belgien) Melvil Poupaud (Frankrike) Lars Simonsen (Danmark) Jürgen Vogel (Tyskland) | Beatriz Batarda (Portugal) Clotilde Courau (Frankrike) Sabrina Leurquin (Belgien) Labina Mitevska (Makedonien) Franka Potente (Tyskland) Ingrid Rubio (Spanien) Anneke von der Lippe (Norge) Vicky Volioti (Griechenland) Rachel Weisz (Storbritannien) |
| 1999 | Moritz Bleibtreu (Tyskland) Mathieu Demy (Frankrike) Renos Haralambidis (Grekland) Diogo Infante (Portugal) Eduardo Noriega (Spanien) Paul Ronan (Irland) Christian Schmidt (Österrike) Ingvar Eggert Sigurdsson (Island) Johan Widerberg (Sverige) | Soraya Gomaa (Schweiz) Iben Hjejle (Danmark) Kelly Macdonald (Storbritannien) Ana Moreira (Portugal) Maria Schrader (Tyskland) Rachael Stirling (Storbritannien) Alexia Stresi (Frankrike) Tamar van den Dop (Nederländerna) Leonor Watling (Spanien) |
| 2000 | Antoine Chappey (Frankrike) Daniel Craig (Storbritannien) August Diehl (Tyskland) Hilmir Snær Guðnason (Island) Thure Lindhardt (Danmark) Fele Martínez (Spanien) Francisco Nascimento (Portugal) Martin Rapold (Schweiz) | Carolin Ducey (Frankrike) Rita Durão (Portugal) Nina Hoss (Tyskland) Nadja Hüpscher (Nederländerna) Myriam Muller (Luxemburg) Photini Papadodima (Grekland) Nina Proll (Österrike) Alexandra Rapaport (Sverige) Maya Sansa (Italien) Natalia Verbeke (Spanien)                                                                                                  |
| 2001 | Stefano Accorsi (Italien) Eloy Azorin (Spanien) Benno Fürmann (Tyskland) Mickey Hardt (Luxemburg) Baltasar Kormákur (Island) Filip Peeters (Belgien) Alexandre Pinto (Portugal) Malik Zidi (Frankrike) | Kate Ashfield (Storbritannien) Elaine Cassidy (Irland) Anne-Shlomit Deonna (Schweiz) Ann Eleonora Jørgensen (Danmark) Heike Makatsch (Tyskland) Gørild Mauseth (Norge) Birgit Minichmayr (Österrike) Evelina Papoulia (Grekland) Ludivine Sagnier (Frankrike) Aylin Yay (Belgien)                                                                               |
| 2002 | Enrique Alcides (Spanien) Luc Feit (Luxemburg) Michael Finger (Schweiz) Fabrizio Gifuni (Italien) Marcell Miklós (Ungern) Jérémie Renier (Belgien) Fedja van Huêt (Nederländerna) Antonio Wannek (Tyskland) | Carla Bolito (Portugal) Maria Bonnevie (Norge) Rachida Brakni (Frankrike) Lindsey Harris (Irland) Athena Maximou (Grekland) Tuva Novotny (Sverige) Lucy Russell (Storbritannien) Margrét Vilhjálmsdóttir (Island) Maria Würgler Rich (Danmark) |
| 2003 | Daniel Brühl (Tyskland) Libero de Rienzo (Italien) Kristoffer Joner (Norge) Nikolaj Lie Kaas (Danmark) Torkel Petersson (Sverige) Matthias Schoenaerts (Belgien) Daan Schuurmans (Nederländerna) Jamie Sives (Storbritannien) | Leonor Baldaque (Portugal) Cécile de Frankrike (Frankrike) Nína Dögg Filippusdóttir (Island) Minna Haapkylä (Finland) Maria Hofstätter (Österrike) Marilita Lambropoulou (Grekland) Flora Montgomery (Irland) Szonja Oroszlán (Ungern) Mona Petri (Schweiz) Goya Toledo (Spanien) Tatiana Vilhelmová (Tjeckien)                                                 |
| 2004 | Georg Friedrich (Österrike) Aksel Hennie (Norge) Michael Koch (Schweiz) Tom Leick (Luxemburg) Tómas Lemarquis (Island) Filippo Nigro (Italien) Andrew Scott (Irland) Ângelo Torres (Portugal) Andreas Wilson (Sverige) | Alexandra Aidini (Grekland) Elena Anaya (Spanien) Lubna Azabal (Belgien) Eva Birthistle (Storbritannien) Irina Björklund (Finland) Zoé Félix (Frankrike) Anna Geislerová (Tjeckien) Kristine Nevarauska (Latvia) Eszter Ónodi (Ungern) Thekla Reuten (Nederländerna) Sonja Richter (Danmark) Maria Simon (Tyskland)                                             |
| 2005 | Jan Budař (Tjeckien) Jakob Cedergren (Danmark) Mark O'Halloran (Irland) Giorgio Pasotti (Italien) Max Riemelt (Tyskland) Trond Espen Seim (Norge) Kari-Pekka Toivonen (Finland) Unax Ugalde (Spanien) | Aleksandra Balmazovic (Slovenien) Johanna Bantzer (Schweiz) Marisa Cruz (Portugal) Sara Forestier (Frankrike) Dorka Gryllus (Ungern) Frida Hallgren (Sverige) Monic Hendrickx (Nederländerna) Alexia Kaltsiki (Grekland) Sascha Ley (Luxemburg) Alfrun Ornolfsdottir (Island) Archie Panjabi (Storbritannien) Marie Vinck (Belgien) Franziska Weisz (Österrike) |
| 2006 | Bjorn Hlynur Haraldsson (Island) Carlos Leal (Schweiz) Pavel Liška (Tjeckien) Nuno Lopes (Portugal) Christos Loulis (Grekland) Mimoun Oaïssa (Nederländerna) Jasper Pääkkönen (Finland) Riccardo Scamarcio (Italien) | Beate Bille (Danmark) Marta Etura (Spanien) Gabriella Hámori (Ungern) Maarja Jakobson (Estland) Vesela Kazakova (Bulgarien) Iva Krajnc (Slovenien) Ruth Negga (Irland) Lucy Punch (Storbritannien) Kathrin Resetarits (Österrike) Eva Röse (Sverige) Ane Dahl Torp (Norge) Fanny Valette (Frankrike) Johanna Wokalek (Tyskland)                                 |
| 2007 | Nils Althaus (Schweiz) Nicolai Cleve Broch (Norge) Maximilian Brückner (Tyskland) Pádraic Delaney (Irland) David Dencik (Danmark) Tommi Eronen (Finland) Gísli Örn Gardarsson (Island) Óscar Jaenada (Spanien) Kevin Janssens (Belgien) Marko Mandic (Slovenien) Péter Nagy (Ungern) Afonso Pimentel (Portugal) Gustaf Skarsgård (Sverige) Rain Tolk (Estland) Jules Werner (Luxemburg) | Kate Dickie (Storbritannien) Agnieszka Grochowska (Polen) Klára Issa (Tjeckien) Mélanie Laurent (Frankrike) Táňa Pauhofová (Slovakien) Maria Popistaşu (Rumänien) Halina Reijn (Nederländerna) Sabrina Reiter (Österrike) Jasmine Trinca (Italien) Panayota Vladi (Grekland)                                                                                    |

### 2008–2017
| År   | Män | Kvinnor |
| 2008 | Joel Basman (Schweiz) Nicolas Cazalé (Frankrike) Elio Germano (Italien) Marko Igonda (Slovakien) Zsolt Nagy (Ungern)                         | Stine Fischer Christensen (Danmark) Maryam Hassouni (Nederländerna) Hannah Herzsprung (Tyskland) Anamaria Marinca (Rumänien)                                                             |
| 2009 | David Kross (Tyskland) Cyron Melville (Danmark) Samuli Vauramo (Finland)                                                                     | Sarah Bolger (Irland) Celine Bolomey (Schweiz) Verónica Echegui (Spanien) Hafsia Herzi (Frankrike) Carey Mulligan (Storbritannien) Alba Caterina Rohrwacher (Italien) Orsi Tóth (Ungern) |
| 2010 | Anders Baasmo Christiansen (Norge) Dragoş Bucur (Rumänien) Kryštof Hádek (Tjeckien) Edward Hogg (Storbritannien) Michele Riondino (Italien)  | Agata Buzek (Polen) Zrinka Cvitešić (Kroatien) Anaïs Demoustier (Frankrike) Lotte Verbeek (Nederländerna) Pihla Viitala (Finland)                                                        |
| 2011 | Pilou Asbæk (Danmark) Alexander Fehling (Tyskland) Domhnall Gleeson (Irland) Nik Xhelilaj (Albanien)                                         | Sylvia Hoeks (Nederländerna) Clara Lago (Spanien) Natasha Petrovic (Makedonien) Andrea Riseborough (Storbritannien) Marija Škaričić (Kroatien) Alicia Vikander (Sverige)                 |
| 2012 | Riz Ahmed (Storbritannien) Jakub Gierszał (Polen) Hilmar Gudjónsson (Island) Max Hubacher (Schweiz) Bill Skarsgård (Sverige)                 | Antonia Campbell-Hughes (Irland) Adèle Haenel (Frankrike) Anna Maria Mühe (Tyskland) Isabella Ragonese (Italien) Ana Ularu (Rumänien)                                                    |
| 2013 | Mikkel Boe Følsgaard (Danmark) Jure Henigman (Slovenien) Luca Marinelli (Italien)                                                            | Laura Birn (Finland) Ada Condeescu (Rumänien) Arta Dobroshi (Kosovo) Carla Juri (Schweiz) Nermina Lukac (Sverige) Saskia Rosendahl (Tyskland) Christa Théret (Frankrike)                 |
| 2014 | Marwan Kenzari (Nederländerna) Jakob Oftebro (Norge) Mateusz Kościukiewicz (Polen) Nikola Rakocevic (Serbien) George MacKay (Storbritannien) | Danica Curcic (Danmark) Maria Dragus (Tyskland) Miriam Karlkvist (Italien) Cosmina Stratan (Rumänien) Edda Magnason (Sverige)                                                            |
| 2015 | Joachim Fjelstrup (Danmark) Jannis Niewöhner (Tyskland) Moe Dunford (Irland) Sven Schelker (Schweiz)                                         | Emmi Parviainen (Finland) Hera Hilmer (Island) Aistė Diržiūtė (Litauen) Natalia de Molina (Spanien) Abbey Hoes (Nederländerna) Maisie Williams (Storbritannien)                          |
| 2016 | Atli Óskar Fjalarsson (Island) Reinout Scholten van Aschat (Nederländerna) Kacey Mottet Klein (Schweiz)                                      | Martha Canga Antonio (Belgien) Tihana Lazović (Kroatien) Lou de Laâge (Frankrike) Jella Haase (Tyskland) Daphné Patakia (Grekland) Sara Serraiocco (Italien) María Valverde (Spanien)    |
| 2017 | Alessandro Borghi (Italien) Louis Hofmann (Tyskland) Tudor Aaron Istodor (Rumänien) Esben Smed (Danmark)                                     | Karin Franz Körlof (Sverige) Victoria Guerra (Portugal) Hannah Hoekstra (Nederländerna) Maruša Majer (Slovenien) Elina Vaska (Lettland) Zofia Wichlacz (Polen)                           |

### 2018–
| År   | Män | Kvinnor |
| 2018 | Irakli Kvirikadze (Georgien) Franz Rogowski (Tyskland) Matteo Simoni (Belgien) Jonas Smulders (Nederländerna)                           | Alba August (Sverige) Michaela Coel (Storbritannien) Matilda De Angelis (Italien) Eili Harboe (Norge) Reka Tenki (Ungern) Luna Wedler (Schweiz)                                                               |
| 2019 | Elliott Crosset Hove (Danmark) Dawid Ogrodnik (Polen) Ardalan Esmaili (Sverige) Milan Maric (Serbien) Blagoj Veselinov (Nordmakedonien) | Ine Marie Wilmann (Norge) Kristin Thora Haraldsdóttir (Island) Emma Drogunova (Tyskland) Aisling Franciosi (Irland) Rea Lest (Estland)                                                                        |
| 2020 | Pääru Oja (Estland) Levan Gelbakhiani (Georgien) Jonas Dassler (Tyskland) Bilal Wahib (Nederländerna) Bartosz Bielenia (Polen)          | Martina Apostolova (Bulgarien) Victoria Carmen Sonne (Danmark) Zita Hanrot (Frankrike) Joana Ribeiro (Portugal) Ella Rumpf (Schweiz)                                                                          |
| 2021 | Nicolas Maury (Frankrike) Albrecht Schuch (Tyskland) Fionn O'Shea (Irland) Martijn Lakemeier (Nederländerna) Gustav Lindh (Sverige)     | Seidi Haarla (Finland) Natasa Stork (Ungern) Žygimantė Elena Jakštaitė (Litauen) Sara Klimoska (Nordmakedonien) Alba Babtista (Portugal)                                                                      |
| 2022 | Emilio Sakraya (Tyskland) João Nunes Monteiro (Portugal) Timon Sturbej (Slovenien)                                                      | Gracija Filipović (Kroatien) Marie Reuther (Danmark) Anamaria Vartolomei (Frankrike) Clare Dunne (Irland) Hanna van Vliet (Nederländerna) Evin Ahmad (Sverige) Souheila Yacoub (Schweiz)                      |
| 2023 | Yannick Jozefzoon (Nederländerna) Thorvaldur Kristjansson (Island)                                                                      | Leonie Benesch (Tyskland) Gizem Erdogan (Sverige) Joely Mbundu (Belgien) Kayije Kagame (Schweiz) Benedetta Porcaroli (Italien) Judith State (Rumänien) Kristine Kujath Thorp (Norge) Alina Tomnikov (Finland) |
| 2024 | Thibaud Dooms (Belgien) Džiugas Grinys (Litauen) Éanna Hardwicke (Irland)                                                               | Asta Kamma August (Sverige) Valentina Bellè (Italien) Suzy Bemba (Frankrike) Salome Demuria (Georgien) Katharina Stark (Tyskland) Margarita Stoykova (Bulgarien) Kamila Urzędowska (Polen)                    |
| 2025 | Kārlis Arnolds Avots (Lettland) Vicente Wallenstein (Portugal) Besir Zeciri (Danmark) Šarūnas Zenkevičius (Litauen)                     | Frida Gustavsson (Sverige) Elín Hall (Island) Lidija Kordić (Montenegro) Devrim Lingnau (Tyskland) Maarja Johanna Mägi (Estland) Marina Makris (Cypern)                                                       |